# Openluchtschool Vrij en Vrolijk
De Openluchtschool Vrij en Vrolijk was een openluchtschool in de Belgische plaats Kapellen en Brasschaat. Deze school, in 1931 als pedagogisch experiment opgericht, richtte zich op kinderen met opvoedingsproblemen en combineerde onderwijs met een natuurlijke leefomgeving om zo een helende en stimulerende setting te creëren. Het werd een belangrijk voorbeeld van de ontwikkeling van de bijzondere jeugdzorg en orthopedagogie in België. Toch had het een moeilijke geschiedenis.

## Onderwijssysteem
De school richtte zich op kinderen met opvoedingsproblemen en werkte met een team van opvoeders, onderwijzers en medisch specialisten. De oprichter Remi Quadens was een student van Ovide Decroly en paste diens pedagogie in de praktijk toe.
In de beginjaren werd er nauw samengewerkt met universitaire instellingen waaronder het orthopedagogisch centrum van de Universiteit Gent. Kinderen die extra begeleiding nodig hadden, werden doorverwezen vanuit het centrum in Gent. Kenmerkend was dat personeelsleden op het domein woonden, wat de begeleiding intenser maakte. Ex-medewerkers getuigen van een bijzonder leerrijke en vooruitstrevende werkomgeving die tegelijkertijd veel van hen vereiste. De enorme nood aan opvang van kinderen met gedragsproblemen en leerstoornissen, het gebrek aan een uitgewerkt wetgevend kader en de populariteit van het centrum, leidde tot een sterke druk op de werknemers. Hierbij kwam het vermeende en later veroordeelde wanbeleid onder leiding van Maria Wens. Dit heeft geleid tot een bijzonder spraakmakend dossier in de geschiedenis van de bijzondere jeugdzorg in België.
Begin de jaren 70 verbleven hier bijna 1000 kinderen en werden honderden opvoeders, pedagogen, medici en therapeuten tewerkgesteld.
Er waren 6 paviljoenen; De Tweelingen (2 keer 23 kinderen tussen 3 en 10 jaar), De bosuil (45 kinderen in 3 leefgroepen van 15), De Lange Wapper (40 kinderen tussen 7 en 14), De Eekhoorn (32 jongens van 13-21 jaar), Domino (13+ jaar), en Suske Wiet (20 meisjes tussen 12 en 21 jaar).

## Geschiedenis
In 1931 richtte handelswetenschapper Remi Quadens, in het kader van zijn opleiding aan de Vrije Universiteit Brussel, de Openluchtschool Vrij en Vrolijk op in Kapellen. In de eerste jaren bouwde hij een netwerk op met pedagogen verbonden aan de Rijksuniversiteit Gent, waaronder professor René Nyssen. Nyssen bracht in de vroege jaren 40 zijn studente Maria Wens naar de school. Vanuit het orthopedagogisch centrum in Gent werden steeds meer kinderen naar Kapellen, en later Brasschaat, doorverwezen.

### Jaren zeventig
Na Quadens’ overlijden in 1968 ging het sterk bergafwaarts met de instelling. Professor Maria Wens combineerde het lesgeven aan de universiteit van Gent met een bestuurdersfunctie bij Vrij en Vrolijk. Tal van haar studenten liepen stage in het toen sterk uitgegroeide Pedagogisch Instituut met de naam Stichting Remi Quadens. In 1971 kwam het instituut onder vuur te liggen. Het werkblad Special (Humo) opende met een schandaal over wantoestanden en misbruik. Toenmalig directeur Merecy en bestuurder Maria Wens werden door de media onder vuur genomen en de vrt nam een verklaring op, waarna verschillende getuigenissen in de media volgden. Ex-leerkrachten deden hun verhaal en verontwaardigde studenten kwamen op straat in Leuven.
Een werkgroep bijzondere jeugdzorg o.l.v. stagiairs Laurent Burssens en Kris Coenegrachts stelde een lijvig dossier op over wantoestanden nadat er ook reeds rechtszaken werden aangespannen tegen de instelling (vonnis 1977). Panorama maakte er een reportage over in juli 1974. Er volgden tal van verklaringen in de media waaronder de eis van Burssens tot ontslag van bestuurder Wens. De actiegroep haalde het journaal in 1977 en daarna ging het ongenoegen door tot er in 1980 een staking plaatsvindt die twee maanden zou duren. In de jaren 70 werd Guido Goeyvaerts, schoonzoon van Quadens, aangesteld als directeur Sociaal Beleid te midden van de sociale spanningen met als doel de rust te laten terugkeren. Het personeel eiste uiteindelijk het vertrek van bestuurder Maria Wens, die volgens velen aan de grondslag lag van een dictatoriaal beleid.

### Herstructurering
In 1980 werd de vzw Openluchtopvoeding (OLO) of het Medisch Pedagogisch Instituut Remi Quadens opgesplitst in 5 vzw's die onderling verbonden waren, te weten de vzw openluchtopvoeding, de vzw openluchtscholen, de vzw noordheuvel, de vzw wegwijzer, en de vzw pms De Donk. Sinds de jaren 80 is dit centrum uitgegroeid tot een van de grootste in België. Maar dat ging niet zonder slag of stoot. De vele rellen en aanklachten leidde niet alleen tot een hervorming van de organisatie, maar ook tot een belangrijke impuls tot het verbeteren van het beleid aangaande Bijzondere Jeugdbijstand.
In 2010 erkende de directie het leed van de slachtoffers in de periode voor de hervormingen van midden de jaren 70. In 2022 fuseerde OLO vzw met De Rotonde vzw.

## Meer lezen
- Remi Quadens (1931), Openluchtschool "Vrij en vroolijk".
- Kaat Aper (2012). Terug naar de natuur? Stemmen uit Vrij en Vrolijk, een openluchtschool voor moeilijk opvoedbare kinderen in Brasschaat (masterproef). Universiteit Gent.
- Nicole Verstrepen, "Slachtoffers Vrij en Vrolijk krijgen hulp", Nieuwsblad, 2 oktober 2010.
- Yves Delepeleire, "‘Slachtoffers waren opgelucht’", De Standaard, 29 april 2013.
- Jan Steyaert, 1974 Vrij en Vrolijk. Canon Sociaal werk Vlaanderen (5 september 2009).
- Eric Broeckaert, Een 'kleine' geschiedenis van de 'grote' vakgroep Orthopedagogiek aan de Universiteit Gent, Orthopedagogiek: onderzoek en praktijk. 54. P230-244 (2015)
- KCS, Nieuw gebouw en andere naam voor school Remi Quadens, 20/5/17, HLN
- Gemeente Brasschaat, Vrij en Vrolijk naar Kasteel De Galg,
- Sara Van Bosxtael, Thomas getuigt over opgroeien in instelling: "Je verleden is een zware steen in je rugzak", VRT PANO, 8/3/17
- Dre Wolput, Naar het verbeteringsgesticht!!, 25/7/22
- Commissievergadering Vlaams Parlement 14/5/2013